# Alosa immaculata
Alosa immaculata és una espècie de peix de la família dels clupeids i de l'ordre dels clupeïformes present a la mar Negra, al Mar d'Azov, a la mar Càspia i als rius que hi desemboquen (com ara el Danubi, el Don, etc.).
Els mascles poden assolir 39 cm de llargària total
Menja principalment peixets (Engraulis, Clupeonella, Sprattus) i, també, crustacis (Crangon, Upogebia, Idothea i Gammaridae). Fresa als rius (fins a 500 km o més de la desembocadura) des de mitjan maig fins a mitjan agost. Els alevins baixen riu avall ràpidament però romanen als Delta fluvial|deltes o estuaris fins a l'arribada de l'hivern. Viu fins als 7 anys.
La sobrepesca és la seua principal amenaça. A més, la destrucció de l'hàbitat lligada a la construcció de preses a la conca de la mar Negra ha causat la pèrdua de moltes de les seues zones de fresa.